# كريس ريتشارد
كريس ريتشارد (بالإنجليزية: Chris Richard)‏ هو لاعب كرة قاعدة أمريكي، ولد في 7 يونيو 1974 في سان دييغو في الولايات المتحدة.

## وصلات خارجية
- كريس ريتشارد على موقع دوري كرة القاعدة الرئيسي (الإنجليزية)
- كريس ريتشارد على موقعبيزبول رفرنس.كوم (الدوري الرئيسي) (الإنجليزية)
- كريس ريتشارد على موقع مشجعي الرسوم البيانية (الإنجليزية)